# 大地の顔役バギ
『大地の顔役バギ』（だいちのかおやくバギ）は、手塚治虫による日本の漫画。初出は『少年アクション』（双葉社）1975年9月8日号から1976年1月12日号までに連載された。未完。
後の手塚プロダクション製作アニメに『大自然の魔獣バギ』があるが、本作のアニメ化ではない。バギという名前、バギを狙う日本人という設定だけが共通しているくらいで、内容はまったく異なる。例えば、本作のバギが雄のジャガーであるのに対し、「大自然〜」のバギは遺伝子操作で人型になった雌のアメリカライオンである。

## ストーリー

### Part I 敵
ブラジルのジャングルを開発する社長フェルナンド・ゴメスは、農園建設を計画したが、ジャガーの巣にぶつかったことで労働者が18人殺されたため、辺りを焼き払い雄のジャガーを撃ち殺した。
その番の雌のジャガーは身篭っており、まもなく出産。雌ジャガー息子を連れて新しい農園を襲い、人間と家畜を震え上がらせた。雌ジャガーは夫の仇であるゴメスを狙い、彼の左目を潰し頭に血瘤を作るも仕留め損なった。
ある夜、雌ジャガーは罠を飛び越えてゴメスを殺し、彼の首にあったロザリオを奪った。駆けつけた社員達により雌ジャガーは銃弾に倒れるが、森を乗っ取ろうとする人間の一族の臭いとしてロザリオを息子バギに託す。
一方フェルナンドの弟ホセ・ゴメスは、三千億ドルの莫大な遺産の相続の条件であるロザリオを奪ったジャガーを狩るために、日本人留学生の少年・麻理夫（まりお）を雇った。

### Part II 対決
麻理夫のたどりついた村はジャガーの被害により寂れていた。話ではジャガーは人間の言葉を理解し魔法が使えるらしい。麻理夫はついにジャガーを発見したものの、怪物のようなジャガーの目くらましや地面に潜って姿を消すといった戦法に翻弄され、倒れた。
ゴメスの召使だった老人に助けられた麻理夫は、ゴメスを殺したジャガーの息子バギが怪物に育ったことを聞いた。麻理夫は死んだ母ジャガーの毛皮で作った頭巾を手に入れて、バギを誘い出す作戦に打って出る。

### Part III おかしなとりひき
その夜、バギは現れた。不思議なことに、母ジャガーの毛皮の頭巾は被るとジャガーの言っていることが分かる聞き耳頭巾であった。
バギは母ジャガーの毛皮を要求し、麻理夫はロザリオと交換を持ちかけたが、渡せないと言われ、交渉は決裂。バギは姿を消した。
麻理夫は森で迷って底なし沼でアナコンダに襲われた。銃声を聞きつけたバギが現れ、助ける代わりに頭巾を要求するが、麻理夫は自分が沈めば頭巾も沈むことを盾にして助けさせた。バギは金を必要としている麻理夫に対し、金を幾らでも用意できることを見せ、頭巾との交換を約束させた。麻理夫は村までバギに送られる道すがら、彼がロザリオを手放さない理由、両親親戚を人間に皆殺しにされたことを聞いた。
老人に再会し、学校がジャガーに襲われ、金の包みが奪われたことを聞いた麻理夫はバギへ憎しみを抱く。

### Part IV ぬれぎぬ
バギの縄張りに雌ジャガーのジゴが人間に追い立てられてきた。ジゴを追ってきた人間をバギは手下のジャガーに襲わせる。
バギは上品で別嬪で「おふくろのように」いい匂いのするジゴを愛するようになり、両想いとなった彼女と結婚を考える。
取引の時間になり、現れた麻理夫は学校を襲って18人の子供を食い殺したのがバギだと思って倒そうとするが、無抵抗な子供を殺した事のないのを誇りとするバギは、証拠の毛は自分のものではないと冤罪を主張した。
真犯人はジゴだった。空腹だった彼女は学校を襲い、金も食べ物と間違えて飲み込んでしまったという。バギはジゴの喉を噛み切って殺し、死骸を麻理夫に差し出した。

### Part V ミランダ
村に、ロザリオ目当ての3人の荒くれ男が現れた。
バーにやってきて、三分以内にかわいこちゃんを連れて来ないと油を撒いて火を付けると脅迫し、連れて来られた娘は麻理夫に助けを求めるが、彼は聞き届けない。娘の服を破りながら3000億ドルのロザリオを手に入れたら何でも買ってやるという男。麻理夫はロザリオは渡せない、貴様たちはとっとと帰れと言い、3人は逆上して銃を構えたが、麻理夫にナイフとフォークとコップで弾き落とされ退散した。
娘は粉ひき小屋のミランダと名乗り、最初縋ったときに助けなかった麻理夫を軽蔑して走り去った。粉ひき小屋で落ち込んでいるミランダに、有り金はたいて買った服を投げる麻理夫。
ミランダになぜ女に冷たいのかを追及された麻理夫は激昂して、とにかく金が欲しい、そして日本へ帰ってやり直すと言った。バギの居場所を知らないのではとミランダは言うが、麻理夫は西の丘に現れると言い、去っていった。
待ち伏せていた3人は麻理夫を捕らえ、バギの居場所を拷問で聞き出そうとする。麻理夫の目を潰そうとした時ミランダが駆けつけてバギの居場所を教えた。見張りの1人を残して西の丘へ向かう男たち。
その隙にバギが現れて見張りの男を殺す。麻理夫は傷つきながらもバギにあの2人は俺にやらせてくれと言った。バギと共に西の丘で待つ2人を挑発し、麻理夫は2人の額に銃弾を打ち込んで倒すことに成功した。

## 単行本
- 手塚治虫漫画全集『大地の顔役バギ』（講談社、1993年）ISBN 978-4061759213
表題作の他、「緑の果て」、「熟れた星」、「山棟蛇」、「出ていけッ!」の短編4作収録。
- 手塚治虫文庫全集『未来人カオス』第2巻に収録。（講談社）